# Йован Ненад
Йован Ненад, Иван Ненада или Иван Черни/Иван Цръни (на сръбски: Цар Јован Ненад/Car Jovan Nenad; на хърватски: Ivan Crni; на руски: Йован (Иван) Ненада) е самозван цар на част от територията на днешна Войводина /основно Бачка/. След битката при Мохач, Унгарското кралство изпада в тежка институционална криза, а унгарския крал Лайош II го откриват загинал на бойното поле едва 2 месеца след битката. Възползвайки се от създалия се вакум, Йован Ненад като предводител на наемниците в унгарската армия се прогласява за цар.
Самото презиме на Йован → Ненад (от църковнославянски → славяносръбски) говори достатъчно красноречиво за неговата постъпка (от руски: не нада, т.е. не бива). Тъждествена е хърватската лексика за Йован Ненад → Иван Цръни.
Йован Ненад е от Липово, Банат – днешен окръг Арад в Румъния.